# Kabinett Xenophon Zolotas
Das Kabinett Xenophon Zolotas wurde am 23. November 1989 in Griechenland durch Xenophon Zolotas gebildet und löste das Kabinett Ioannis Grivas ab. Das Kabinett bestand bis zum 11. April 1990 und wurde dann durch das Kabinett Konstantinos Mitsotakis abgelöst.
Bei der Parlamentswahl vom 5. November 1989 gelang es weder der Nea Dimokratia (ND) von Konstantinos Mitsotakis noch der Panellinio Sosialistiko Kinima (PASOK) unter Führung von Andreas Papandreou, die absolute Mehrheit im Parlament zu erhalten. Während die ND mit 148 Mandaten nur knapp an der absoluten Mehrheit von 151 der 300 Parlamentssitze scheiterte, errang die PASOK lediglich 128 Sitze. Nach dem Rücktritt des Ministerpräsidenten der Übergangsregierung und bisherigen Präsidenten des Obersten Gerichtshofes, Ioannis Grivas, übernahm wegen dieser Situation des Hung parliament der ehemalige Direktor der Bank von Griechenland, Xenophon Zolotas, am 23. November 1989 den Auftrag zur Bildung einer weiteren Übergangsregierung.
Zuvor hatten sich die drei größten Partei ND, PASOK und das Wahlbündnis Synaspismos auf die Unterstützung einer von Zolotas geführten Allparteienregierung (Οικουμενική κυβέρνηση) geeinigt, die neben der Führung einer Übergangsregierung insbesondere erneute Wahlen vorbereiten sollte. Im Februar 1990 führte Zolotas eine umfangreiche Umbildung der Regierung durch.
Die Parlamentswahl vom 8. April 1990 führte dazu, dass die ND 150 Sitze bekam und auf die PASOK 123 Sitze entfielen. Dank Unterstützung durch Theodoros Katsikis, dem einzigen Abgeordneten der Dimokratiki Ananeosi (DIANA, Δημοκρατική Ανανέωση Demokratische Erneuerung), gelang es Mitsotakis daraufhin eine Regierung zu bilden.

## Minister
| Ministeramt                                     | Amtszeit                           | Minister                                   | Lebensdaten                 |
| ----------------------------------------------- | ---------------------------------- | ------------------------------------------ | --------------------------- |
| Ministerpräsident (Präsident des Ministerrates) | 12. Oktober 1989                   | Xenophon Zolotas                           | * 1904 † 2004               |
| Auswärtiges                                     | 23. November 1989 16. Februar 1990 | Antonis Samaras Georgios Papoulias         | *1951 * 1927 † 2009         |
| Nationale Verteidigung                          | 23. November 1989 13. Februar 1989 | Tzannis Tzannetakis Theodoros Degiannis    | * 1927 † 2010 * 1927        |
| Inneres                                         | 23. November 1989                  | Theodoros Katrivanos                       | * 1919 † 2004               |
| Finanzen                                        | 23. November 1989 13. Februar 1990 | Georgios Souflias Georgios Agapitos        | * 1941 * 1942               |
| Justiz                                          | 23. November 1989                  | Konstantinos Stamatis                      | * 1948                      |
| Wirtschaft                                      | 23. November 1989 13. Februar 1990 | Georgios Gennimatas Georgios Kontogeorgis  | * 1939 † 1994 * 1912 † 2009 |
| Minister beim Präsidenten der Regierung         | 23. November 1989                  | Nikolaos Themelis                          | * 1922 † 2008               |
| Umwelt, Raumplanung und öffentliche Arbeiten    | 23. November 1989                  | Konstantinos Liaskas                       | * 1942                      |
| Nationale Bildung und religiöse Angelegenheiten | 23. November 1989 13. Februar 1990 | Kostas Simitis Konstantinos Despotopoulos  | * 1936 † 2025 * 1913        |
| Transport und Kommunikation                     | 23. November 1989 13. Februar 1990 | Akis Tsochatzopoulos Georgios Noutsopoulos | * 1939 † 2021 * 1932 † 2008 |
| Arbeit                                          | 23. November 1989 13. Februar 1990 | Apostolos Kaklamanis Ioannis Koukiadis     | * 1936 * 1940               |
| Gesundheit, Wohlfahrt und soziale Sicherheit    | 23. November 1989                  | Georgios Merikas                           | * 1911 † 1996               |
| Landwirtschaft                                  | 23. November 1989 13. Februar 1990 | Stavros Dimas Ioannis Liapis               | * 1941 * 1922 † 1993        |
| Öffentliche Ordnung                             | 23. November 1989                  | Dimitrios Manikas                          | * 1932                      |
| Kultur                                          | 23. November 1989 13. Februar 1990 | Sotirios Kouvelas Georgios Mylonas         | * 1936 * 1919 † 1998        |
| Tourismus                                       | 23. November 1989 13. Februar 1990 | Tzannis Tzannetakis Georgios Kontogeorgis  | * 1927 † 2010 * 1912 † 2009 |
| Industrie, Energie und Technologie              | 23. November 1989 13. Februar 1990 | Anastasios Peponis Pavlos Sakellaridis     | * 1924 † 2011 * 1920        |
| Handelsmarine                                   | 23. November 1989                  | Nikolaos Pappas                            | * 1930 † 2013               |
| Handel                                          | 23. November 1989 13. Februar 1990 | Ioannis Varvitsiotis Theodoros Gkamaletsos | * 1933 * 1945               |
| Makedonien und Thrakien                         | 23. November 1989                  | Ioannis Deligiannis                        | * 1920 † 1998               |
| Ägäis                                           | 23. November 1989                  | Antonios Fousas                            | * 1939                      |